# Norbert Könyves
Norbert Könyves (srb. Norbert Kenjveš, Норберт Кењвеш; ur. 10 czerwca 1989 w Sencie) – węgierski piłkarz serbskiego pochodzenia, występujący na pozycji napastnika. Reprezentant Węgier. Od 2020 roku zawodnik Zalaegerszegi TE.

## Życiorys
Dorastał w Molu. Do 2001 roku był juniorem FK Bačka Topola, po czym został młodzieżowym zawodnikiem Bački Mol. W 2005 roku powrócił do gry w juniorskich drużynach FK Bačka Topola. W 2008 roku podpisał kontrakt z MTK Budapeszt. 15 marca 2009 roku zadebiutował w meczu rezerw, zaś 4 kwietnia – w spotkaniu seniorów, kiedy to MTK przegrał 0:2 z Zalaegerszegi TE w ramach NB I. Do końca sezonu rozegrał 11 spotkań w pierwszej drużynie. W sezonie 2009/2010 strzelił pierwszą bramkę w tych rozgrywkach, przeciwko Szombathelyi Haladás. W sezonie 2010/2011 Könyves spadł z MTK z ligi, a 2011/2012 rok później powrócił do NB I. Po zakończeniu rundy jesiennej sezonu 2012/2013 Könyves został zawodnikiem Paksi FC. W 2016 roku przeszedł do Vasasu, z którego odszedł na początku kolejnego sezonu, zostając piłkarzem Debreceni VSC. Na początku 2019 roku wrócił do Paksi FC. W 2020 roku został piłkarzem Zalaegerszegi TE.
11 października 2020 roku zadebiutował w meczu reprezentacji Węgier przeciwko Serbii w ramach Ligi Narodów. Könyves zdobył w tamtym meczu bramkę.

## Statystyki ligowe
| Sezon         | Klub          | Liga  | Mecze | Gole |
| ------------- | ------------- | ----- | ----- | ---- |
| 2008/2009     | MTK Budapeszt | NB I  | 11    | 0    |
| 2009/2010     | MTK Budapeszt | NB I  | 25    | 5    |
| 2010/2011     | MTK Budapeszt | NB I  | 25    | 5    |
| 2011/2012     | MTK Budapeszt | NB II | 18    | 5    |
| 2012/2013 (j) | MTK Budapeszt | NB I  | 13    | 3    |
| 2012/2013 (w) | Paksi FC      | NB I  | 11    | 1    |
| 2013/2014     | Paksi FC      | NB I  | 20    | 5    |
| 2014/2015     | Paksi FC      | NB I  | 22    | 10   |
| 2015/2016 (j) | Paksi FC      | NB I  | 3     | 0    |
| 2015/2016     | Vasas FC      | NB I  | 19    | 3    |
| 2016/2017 (j) | Vasas FC      | NB I  | 1     | 0    |
| 2016/2017     | Debreceni VSC | NB I  | 17    | 4    |
| 2017/2018     | Debreceni VSC | NB I  | 28    | 8    |
| 2018/2019 (j) | Debreceni VSC | NB I  | 11    | 2    |
| 2018/2019 (w) | Paksi FC      | NB I  | 13    | 2    |
| 2019/2020     | Paksi FC      | NB I  | 28    | 11   |